# Kanton Montpezat-sous-Bauzon
Kanton Montpezat-sous-Bauzon (fr. Canton de Montpezat-sous-Bauzon) je francouzský kanton v departementu Ardèche v regionu Rhône-Alpes. Skládá se ze sedmi obcí.

## Obce kantonu
- Le Béage
- Cros-de-Géorand
- Mazan-l'Abbaye
- Montpezat-sous-Bauzon
- Le Roux
- Saint-Cirgues-en-Montagne
- Usclades-et-Rieutord